# Scoutisme en Tunisie
Le scoutisme en Tunisie débute en 1924. La première troupe de scouts tunisiens est fondée en 1933.
En 1956, l'association scoute en Tunisie se forme sous le nom des Scouts tunisiens. C'est en 1957 que l'Association des scouts tunisiens devient membre de l'Organisation mondiale du mouvement scout. Elle est membre du Bureau arabe des guides depuis sa création.